# SN 2002lb
SN 2002lb – supernowa odkryta 3 listopada 2002 roku w galaktyce A021809-0454. W momencie odkrycia miała maksymalną jasność 25,10m.